# Omar Koroma
Omar Alieu Koroma (Banjul, 22 ottobre 1989) è un ex calciatore gambiano, di ruolo attaccante.